# Beatriz Sarlo
Beatriz Elcidia Sarlo Sabajanes (Buenos Aires, 29 de março de 1942 –  Buenos Aires, 17 de dezembro de 2024), filha de Saúl Sarlo Sabajanes e Leocadia Beatriz del Río, foi uma jornalista, escritora, intelectual, ensaísta, crítica literária e cultural argentina.

## Vida e obra
Beatriz Sarlo lecionou literatura argentina na Faculdade de Filosofia e Letras, da Universidade de Buenos Aires, por mais de 20 anos até se aposentar em 2003. Ministrou cursos em diversas universidades norte-americanas, tais como Berkeley, Columbia, Minnesota e Maryland. Foi membro do Wilson Center, de Washington, e do Simon Bolívar Professor of Latin American Studies na Universidade de Cambridge, Inglaterra. Dirigiu a revista Punto de Vista entre os anos de 1978 e 2008. Foi membro do Wilson Center, de Washington, e do Simon Bolívar Professor of Latin American Studies na Universidade de Cambridge, Inglaterra.
A longo da ditadura militar argentina, desenvolveu pesquisas sobre temas da literatura argentina, nacionalismo cultural e vanguardas. Em 1967 publicou seu primeiro livro, um breve estudo sobre a crítica literária no século XX. Em 1985, publicou El império de los sentimientos, sobre narrativas populares; em 1988, Una modernidad periférica: Buenos Aires 1920-1930; em 1992, La imaginación técnica: sueños modernos de la cultura argentina; em 1994 e 1996, foram lançados seus estudos culturais Escenas de la vida posmoderna e Instantânea; em 1998, uma pesquisa sobre três episódios da cultura moderna na Argentina, La máquina cultural; em 2000, publicou Siete ensayos sobre Walter Benjamin; e, em 2003, publicou La pasión y la excepción.

### Morte
Beatriz Sarlo morreu na madrugada do dia 17 de dezembro de 2024, Sanatório Otamendi, em Buenos Aires, três semanas após ter sofrido um acidente vascular cerebral.

## Presença no Brasil
Beatriz Salo participou da Festa Literária Internacional de Paraty, em 2005, e, também, fez parte do ciclo de conferências Sentimento do mundo, durante as comemorações dos 80 anos da UFMG, no auditório da Reitoria, no campus Pampulha, com a conferência Cidades, itinerários, em 30 de maio de 2007. Além dessas particiaçoes, ela recebeu, em 2009, a Ordem do Mérito Cultural do Ministério da Cultura.

## Obras em português
Vários de seus livros já foram traduzidos no Brasil, entre eles: 
- A cidade vista: mercadorias e cultura urbana (Martins Fontes, 2014)
- Currículo na contemporaneidade: incertezas e desafios (Cortez, 2018)
- Jorge Luis Borges, um escritor na periferia (Iluminuras, 2008)
- Modernidade periférica - Coleção Prosa do Observatório (Cosac & Naify, 2010)
- Paisagens imaginárias: intelectuais, arte e meios de comunicação (Edusp, 2016)
- Tempo presente (José Olympio, 2005)
- Tempo passado (Companhia das Letras, 2007)

## Obras em espanhol
- El imperio de los sentimientos. (1985)
- Una modernidad periférica: Buenos Aires 1920 y 1930. (1988)
- La imaginación técnica. (1992)
- Escenas de la vida posmoderna. Intelectuales, arte y videocultura en la Argentina. (1994)
- Martín Fierro y su crítica. (1994)
- Ensayos argentinos. De Sarmiento a la vanguardia. (1997)
- La Máquina cultural: maestras, traductores y vanguardias. (1998)
- Borges, un escritor en las orillas. (1998)
- El imperio de los sentimientos. Narraciones de circulación periódica en la Argentina, 1917-1927. (2000)
- La batalla de las ideas. 1943-1973. (2001)
- Tiempo presente. (2001)
- La pasión y la excepción. (2003)
- Escenas de la vida posmoderna. Intelectuales, arte y videocultura en la Argentina. (2004)
- Tiempo pasado. Cultura de la memoria y giro subjetivo. (2005)
- Escritos sobre literatura argentina. (2007)
- La ciudad vista. Mercancías y cultura urbana. (2009)
- La audacia y el cálculo. Kirchner 2003-2010. (2011)
- Signos de Pasión: Claves de la novela sentimental del Siglo de las Luces a nuestros días (2012)
- Ficciones Argentinas: 33 Ensayos (2012)
- Da Amazónia às Malvinas - no original Viajes: De la Amazonia a Malvinas (2014).
- Zona Saer (2016).